# Rue d'Artois
La rue d'Artois est une voie du 8e arrondissement de Paris.

## Situation et accès
Elle commence au 96, rue La Boétie et se termine au 52, rue Washington.
Cette voie est à distinguer d’une ancienne « rue d’Artois » (actuel 9e arrondissement) qui prit le nom de « rue Laffitte » en 1830.
Le quartier est desservi par la ligne de métro 9 à la station Saint-Philippe du Roule.

## Origine du nom

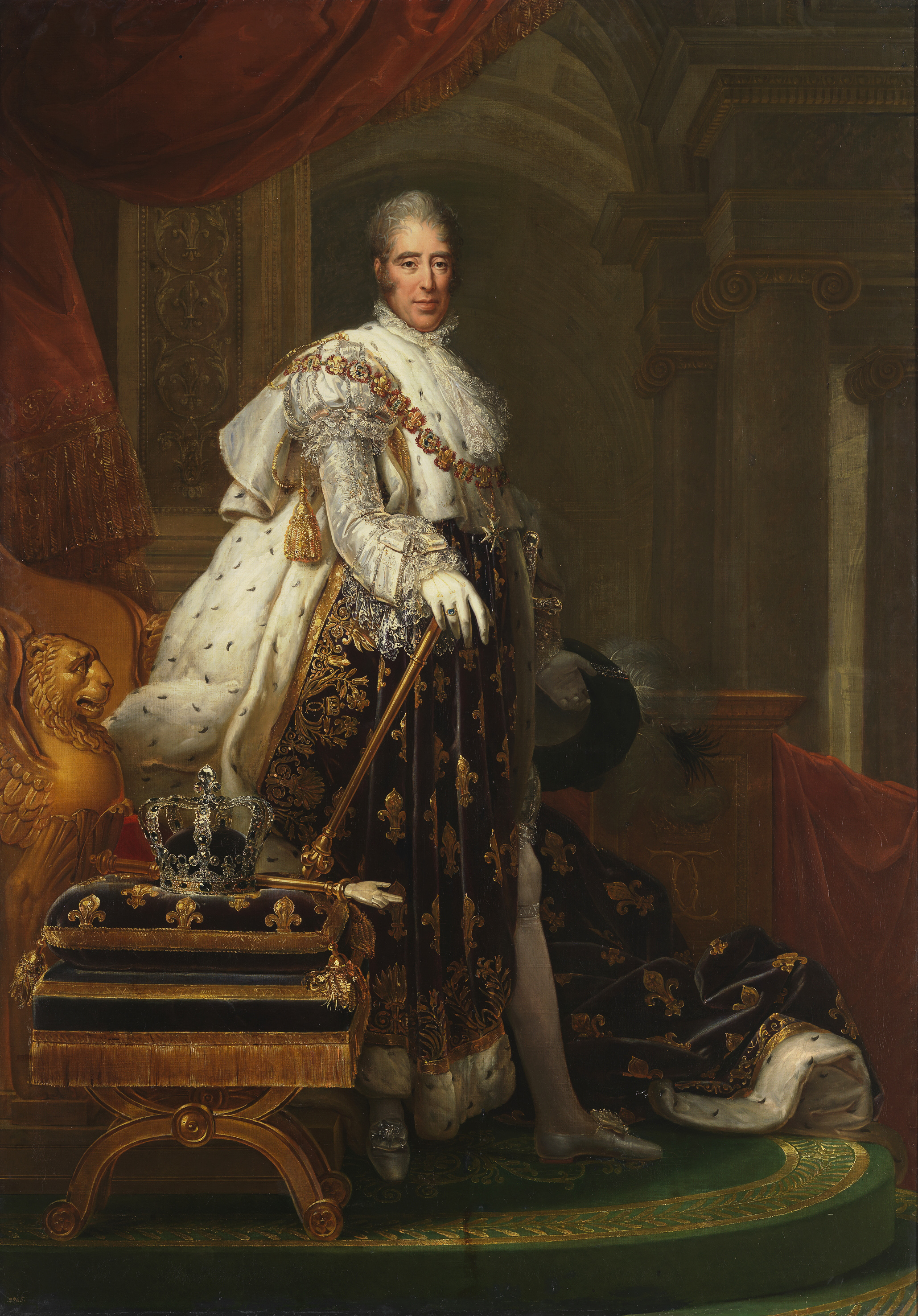
Charles-Philippe de France.

Elle porte le nom de Charles-Philippe, comte d'Artois (1757-1836), car la rue fut ouverte sur l'emplacement de ses écuries.

## Historique
À partir de 1640, l'espace compris aujourd'hui entre les rues du Colisée et de Berri, l'avenue des Champs-Élysées et la rue du Faubourg-Saint-Honoré fut occupé par la pépinière royale, qui fournissait les résidences royales en arbres, arbustes et fleurs. Elle fut désaffectée sous la Régence pour faire place à une opération de lotissement projetée par John Law mais qui ne fut pas réalisée.
Le terrain de la pépinière devint en 1755 la propriété du comte de Saint-Florentin, secrétaire d'État à la maison du Roi, qui le céda en 1764 à sa maîtresse, la comtesse de Langeac (1725-1778). Celle-ci le vendit en 1772 au comte d'Artois, frère cadet de Louis XVI. Des lettres patentes du 4 avril 1778 approuvèrent l'ouverture des rues de Ponthieu, d'Angoulême (partie de l'actuelle rue La Boétie), Neuve-de-Berri (actuelle rue de Berri) et Neuve-de-Poitiers.
Le comte d'Artois envisagea tout d'abord de créer un quartier qui aurait été baptisé la « Nouvelle Amérique » où les rues auraient porté les noms des héros de la Guerre d'indépendance des États-Unis. Mais après la signature de la paix avec l'Angleterre, le frère du roi s'afficha anglomane et projeta, autour d'un théâtre et d'un centre commercial, un lotissement de maisons individuelles dans le genre anglais formant une Ville des Adelphes ou Nouvelle-Londres. Ces projets impliquaient une exploitation roturière du fief, qui était possible dans toute son étendue à l'exception d'un arpent de terre, le chef-lieu ou motte féodale : le prince se réserva donc un terrain sur lequel il fit construire de somptueuses écuries.
La Révolution française interrompit le projet de lotissement sans que la rue Neuve-de-Poitiers ait été ouverte. Le fief de la Pépinière fut saisi et vendu comme bien national les 21 prairial (9 juin) et 17 messidor an IV (5 juillet 1796), à charge pour les acquéreurs de fournir le terrain nécessaire à l'ouverture de la rue autorisée par les lettres patentes de 1778. Ce percement fut approuvé par arrêté ministériel du 6 nivôse an XII (27 décembre 1803) mais celui-ci ne fut pas suivi d'effet. Le projet ne fut repris qu'en 1821. Une décision ministérielle du 11 mai 1822 fixa à 13 mètres la largeur de la nouvelle rue. Une ordonnance royale du 8 janvier 1823 déclara d'utilité publique l'élargissement à 13 mètres de la rue Neuve-de-Potiers, soit 10 pieds de plus que la largeur fixée par les lettres patentes de 1778, qui n'était que de 30 pieds. La largeur excédentaire fut prise sur les propriétés bordant la rue au sud, à charge pour la ville de payer aux propriétaires des indemnités tant pour la perte de jouissance que pour le déplacement des murs. En exécution de cette ordonnance, la « rue Neuve-de-Poitiers » fut enfin ouverte en 1823 entre les rues La Boétie et de Berri et rebaptisée peu après « rue des Écuries-d'Artois ».
La partie comprise entre la rue de l'Oratoire-du-Roule (aujourd'hui rue Washington), mentionnée sur le plan de Verniquet, avait été ouverte à la fin du XVIIIe siècle sur des terrains appartenant à la Congrégation de l'Oratoire, et sa largeur avait été fixée à 13 mètres par l'ordonnance royale du 8 janvier 1823. Elle fut prolongée à l'ouest en 1842 sur les terrains de l'ex-folie Beaujon, appartenant alors à Bleuart, et autorisée comme passage public par une ordonnance de police du 31 mai 1847, avant d'être classée définitivement parmi les voies publiques par un décret présidentiel du 23 octobre 1852. En février 1848, l'ensemble de la voie reçut le nom de « rue de la Réforme » en référence à la Réforme protestante et en raison de sa proximité avec la rue de l'Oratoire-du-Roule. En janvier 1852, elle redevint « rue des Écuries-d'Artois ». En 1877, la partie située à l'ouest de l'avenue de Friedland en fut séparée sous le nom de « rue Berryer ». En 1897, elle reçut sa dénomination actuelle de « rue d'Artois ».

## Bâtiments remarquables et lieux de mémoire
- No 1 (angle de la rue La Boétie) : la brasserie du rez-de-chaussée était, en 1924, au moment de la publication du Manifeste du surréalisme d'André Breton, le rendez-vous des surréalistes.
- No 3 : le poète Alfred de Vigny et sa femme habitèrent dans cette maison de 1833 à 1838.
- No 5 : la demi-mondaine Émilienne d'Alençon (1870-1945) aurait vécu dans cette maison avec son futur mari, le jockey Percy Woodland, dans les années 1890.
- No 6 : Alfred de Vigny, quittant le no 3, vint s'installer dans cet immeuble en 1838. Il y vécut plus de vingt-cinq ans et y mourut, le 17 septembre 1863[3].
- No 7 : Laurent Artufel vint s'installer dans cet immeuble en 1997 lors de son arrivée à Paris.
- No 8 : le gangster Francis Vanverberghe, dit Francis le Belge, qui habitait alors rue Lord-Byron, fut abattu devant cet immeuble le 27 septembre 2000.
- No 9 : adresse des parents de Charles Haas (1833-1902).

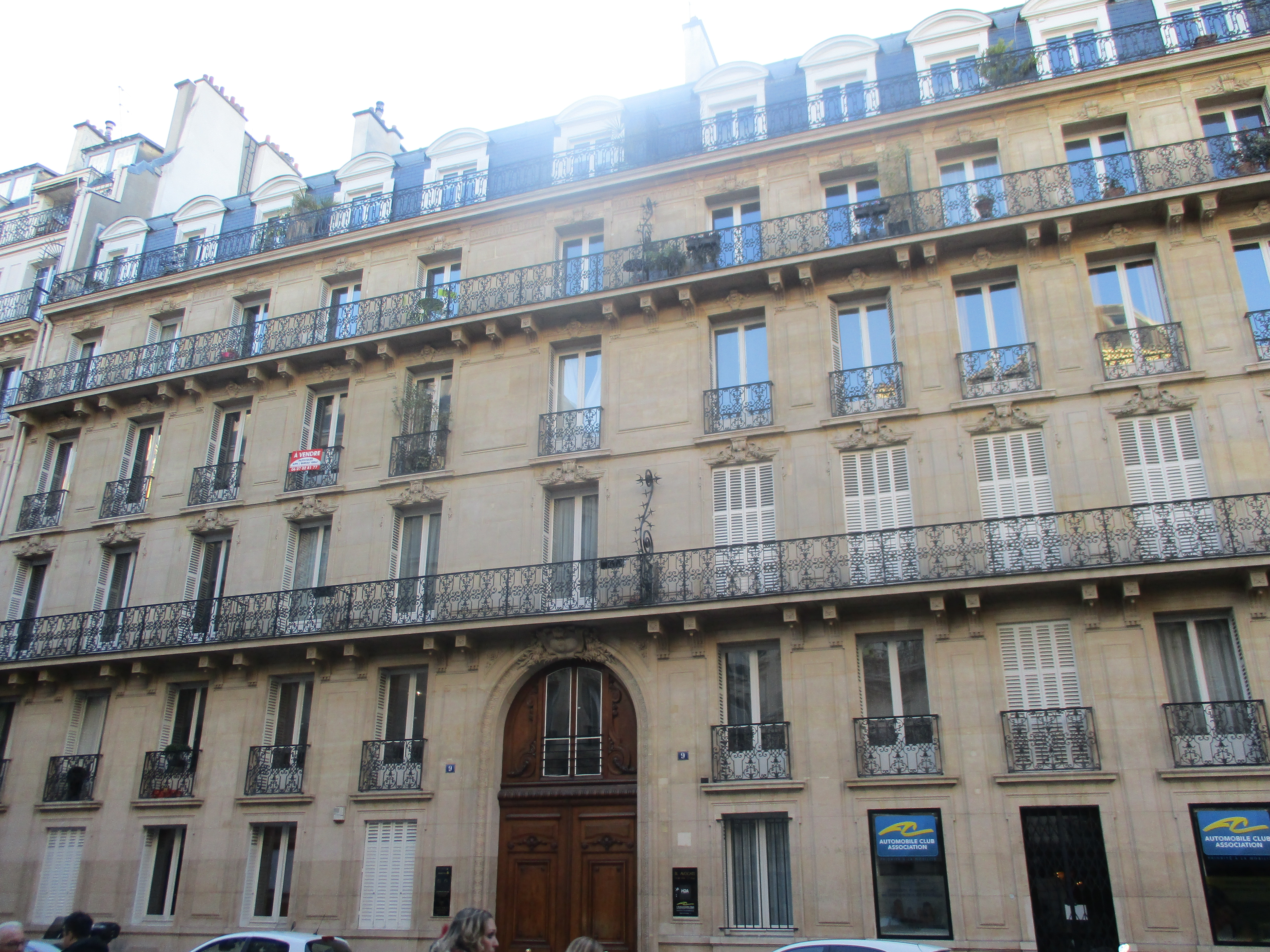
No 9.

- Nos 18-20 : fond des jardins des hôtels de Rigny et de Talhouët-Roy, respectivement aux 135 et 137, rue du Faubourg-Saint-Honoré. Aujourd'hui restaurant Apicius de la chaîne Relais & Châteaux.
- No 22 : à l'entresol de cet immeuble, la cantatrice Yvonne Broutin donnait des leçons de chant.
- No 23 : hôtel particulier en pierre et brique dans lequel Claire Vanderbilt (1922-2005) avait accumulé une magnifique collection de tableaux. Aujourd'hui ambassade de Malte.
- No 36 : consulat du Portugal dans les années 1900[4].

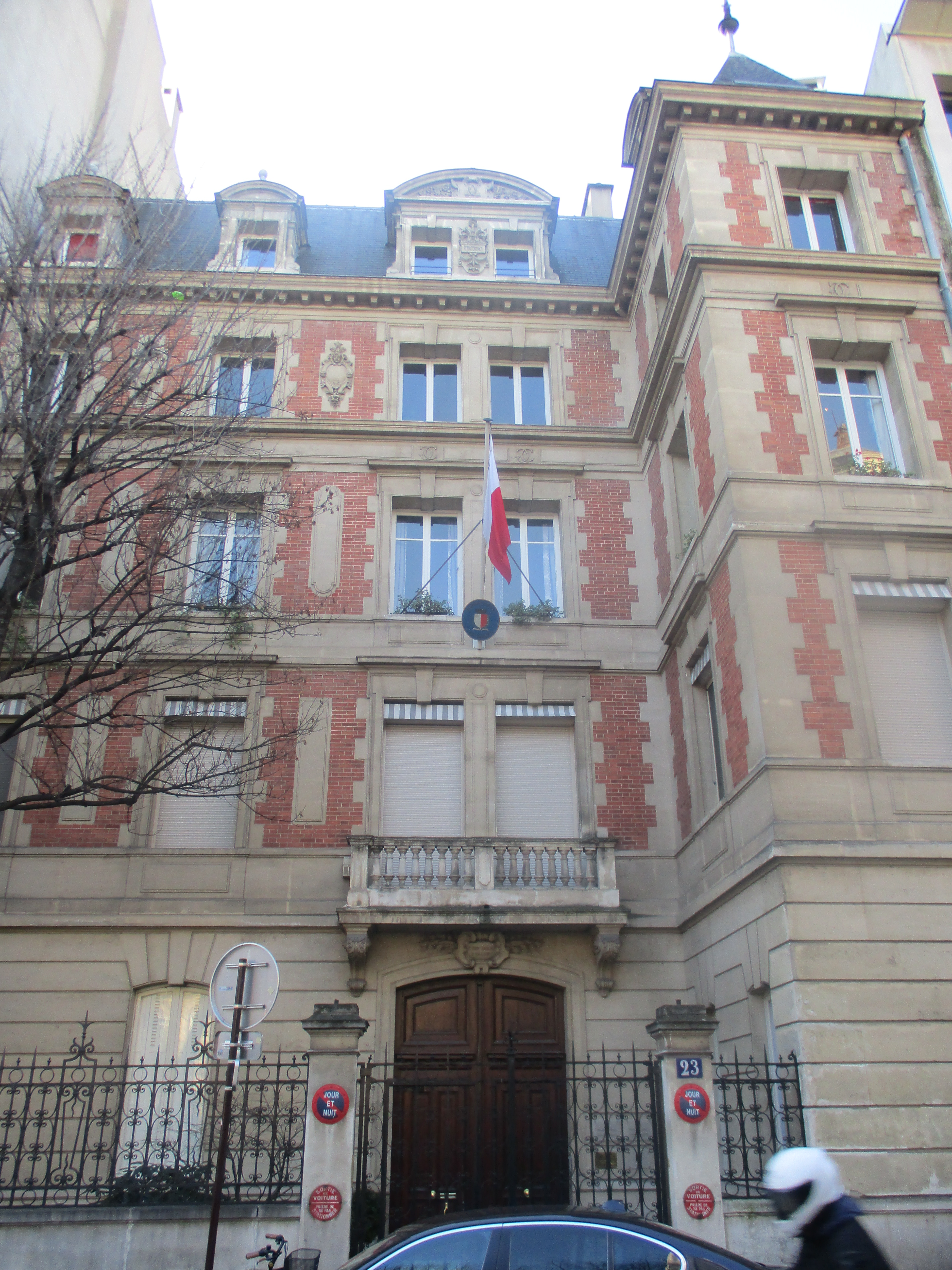
Ambassade de Malte.

- No 27 : emplacement du Blue Note, illustre club de jazz de 1958 à 1968.
- No 37 bis : l'écrivain breton Pitre-Chevalier (1812-1863) est mort à cette adresse (plaque commémorative).

### Bâtiments détruits
- No 20 : l'horloger autrichien Joseph Thaddeus Winnerl (1799-1886), inventeur du chronographe à rattrapante (système à aiguille monorattrapante), y résida vers 1850.
- No 35 : légation du Luxembourg dans les années 1900[5].
- No 39 : le critique Jules Lemaître (1853-1914) habitait au no 39 (en rez-de-chaussée) après 1901. « À Paris, dans son grand atelier de la rue d'Artois, tapissé de l'or pâli des précieuses reliures, Jules Lemaître se plaisait à recevoir des enfants, les comblait de gâteaux et de sucreries et ouvrait pour eux un bahut mystérieux de sa bibliothèque, qui répandait alors sur le tapis les jouets les plus inattendus, collectionnés avec presque autant d'amour que les livres[6]. »
- No 41 : hôtel de la comtesse de Fitz-James (1862-1923), dont le salon fut célèbre. C'est là que Mme de Brantes présenta un soir Marcel Proust à Mme de Fitz-James : « il y fit sensation avec son visage pâle d'adolescent ténébreux et inspiré[7] ! » Elle quitta l'hôtel de la rue d'Artois pour s'installer rue de Constantine.

## Sources
- « Rue d'Artois » sur le site « Mon village : le faubourg du Roule et ses environs » www.apophtegme.com (consulté le 31 janvier 2009).
- Félix et Louis Lazare, Dictionnaire administratif et historique des rues de Paris et de ses monuments, 1855 ; rééd. Maisonneuve & Larose, 2003, p. 327-328.